# Peenetal

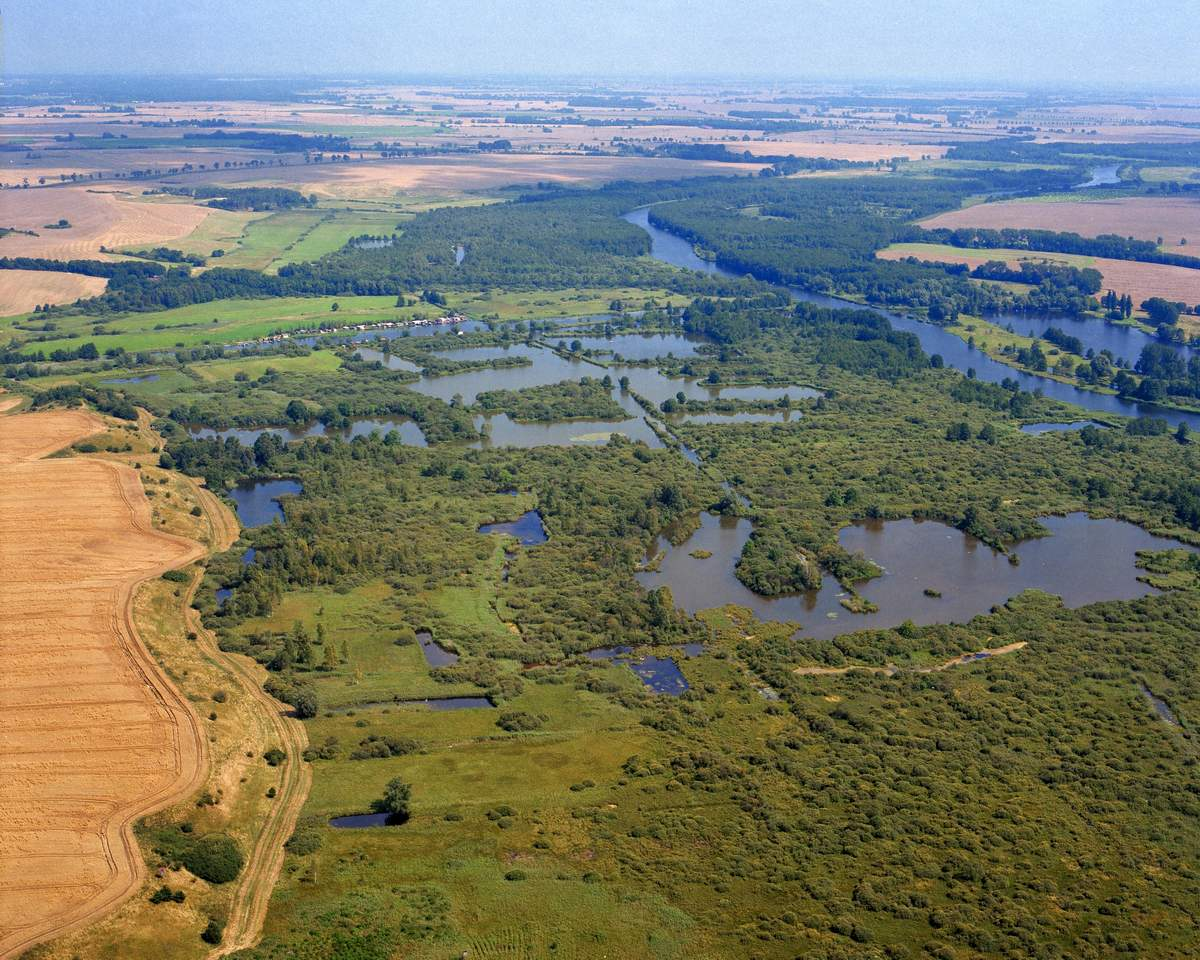
Torfstiche im Peenetal

Das Peenetal ist eine naturräumliche Einheit in Vorpommern und im Nordosten Mecklenburgs. Es handelt sich um die Flächen an der Peene im Landkreis Mecklenburgische Seenplatte und im Landkreis Vorpommern-Greifswald, die sich vom Kummerower See entlang der Städte Dargun, Demmin, Loitz, Jarmen, Gützkow und Anklam bis zur Mündung in den Peenestrom erstrecken. Das Peenetal ist eine weitgehend unberührte Naturlandschaft mit hoher Artenvielfalt und umfasst als Naturschutzgroßprojekt eine Kernzonenfläche von 20.000 Hektar und eine Gesamtfläche von 45.000 Hektar. Es ist damit das größte zusammenhängende Niedermoorgebiet Mitteleuropas. Seit 2012 liegt ein Teil der Flächen im Eigentum der NABU-Stiftung Nationales Naturerbe, die sich für den Schutz des Gebiets einsetzt.

## Entstehung und Geomorphologie

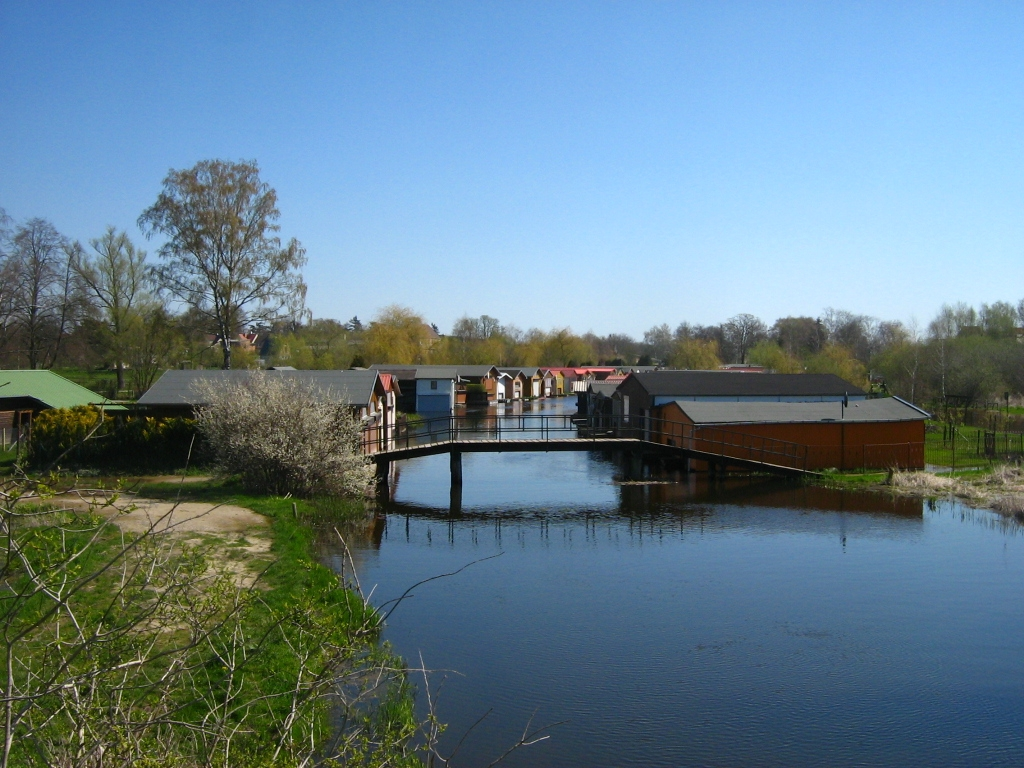
Neukalen

Das Peenetal umfasst die Flächen, die an die Peene in ihrem Verlauf vom Kummerower See bis zu ihrer deltaartigen Mündung in den Peenestrom angrenzen. Der Peenestrom ist dabei trotz seines Namens kein Teil der Peene mehr, sondern ein Mündungsarm der Oder und zugleich ein Meeresarm der Ostsee. Hinsichtlich des Naturraums stellt das Peenetal ein vor allem durch Moore, Wälder, Feuchtwiesen und Magerrasen geprägtes Tieflandgebiet dar. Insbesondere die ausgedehnten Niedermoore sind auf die Entstehung der Peene vor etwa 10.000 Jahren als Schmelzwasserablauf der zurückweichenden Gletscher im Oderhaff- und Ostseebereich während der Weichseleiszeit zurückzuführen. Das Wasser floss zu dieser Zeit nach Westen, wodurch in den früheren Grundmoränenablagerungen eine Schmelzwasserrinne entstand, welche das Flussbett der Peene bildete. Dieses verläuft vom Kummerower See bis Loitz zunächst in nordöstlicher und anschließend bis zur Mündung in östlicher beziehungsweise ostsüdöstlicher Richtung.
Die Peene zählt zu den wenigen unverbauten und nicht stauregulierten Flüssen in Deutschland und ist deshalb in ihrem gegenwärtigen Zustand praktisch vollständig durch ihre natürliche Entstehung und Ausformung geprägt. Ein Ergebnis dieser Entstehungsgeschichte, welches die Gestalt und Ökologie des Peenetals bis heute beeinflusst, ist das sehr geringe Gefälle des Flusses, das ab dem Kummerower See etwa 24 Zentimeter auf rund 100 Kilometer Flusslänge beträgt und eine sehr niedrige Fließgeschwindigkeit sowie einen geringen Durchfluss zur Folge hat. Des Weiteren sind die etwa 500 bis 700 Meter breiten Überflutungsmoore im Peenetal durch vergleichsweise hohe Grundwasserstände gekennzeichnet, die ebenso wie die Wasserstände der Peene aufgrund der Verbindung zur Ostsee stark von Wettereinflüssen wie der Windrichtung und Niederschlägen abhängig sind. Da die Ostsee aus klimatologischer Sicht als Wärmespeicher und -puffer fungiert, ist das Wetter im Peenetal wie in den restlichen küstennahen Bereichen im Vergleich zum Binnenteil des Landes Mecklenburg-Vorpommern durch mildere Sommer und wärmere Winter gekennzeichnet. Die Nähe der Peene zur Oder und deren Haff hat durch den Zugang von Wanderfischen Einfluss auf die Artenvielfalt in ihrem Fischbestand.

## Fauna und Flora

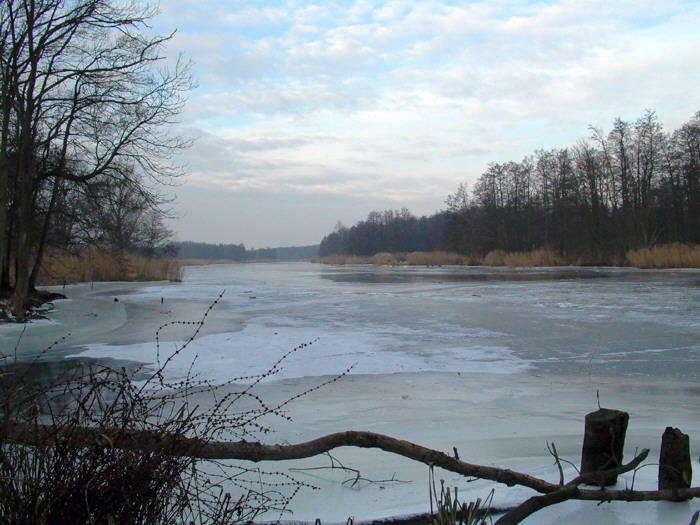
Peene bei Stolpe

Das Peenetal gilt hinsichtlich seiner naturräumlichen Ausstattung als repräsentativ für eine Reihe von typischen Biotopen des norddeutschen Tieflandes. Es ist durch eine artenreiche Tier- und Pflanzenwelt gekennzeichnet und fungiert für eine Reihe von bedrohten und seltenen Tier- und Pflanzenarten als Rückzugsgebiet. Zu den hier heimischen Tieren gehören zum Beispiel eine Reihe von Amphibien, darunter verschiedene Kröten, Frösche und Unken, sowie Reptilien wie Zauneidechsen, Waldeidechsen, Ringelnattern und Kreuzottern, ebenso wie Biber, Fischotter, See- und Schreiadler, Korn- und Wiesenweihen sowie Eisvögel. Von den im Peenetal registrierten 156 Vogelarten, rund 80 Prozent der in Mecklenburg-Vorpommern nachgewiesenen Arten, stehen etwa 40 Prozent auf der Roten Liste gefährdeter Arten des Landes, darunter 26 europaweit geschützte Arten. Das Peenetal gilt damit als einer der bedeutendsten Vogellebensräume Deutschlands.
Zu den 37 regelmäßig oder zeitweise in der Peene lebenden Fischarten zählen Blei, Plötze, Barsch, Hecht, Schleie und Wels. Die ebenfalls vorkommenden Arten Rapfen, Steinbeißer, Fluss- und Bachneunauge, Schlammpeitzger und Lachs stehen europaweit unter besonderem Schutz. Die Peene ist damit mit großer Wahrscheinlichkeit das fischartenreichste Flusssystem des Landes Mecklenburg-Vorpommern. An Insekten sind insgesamt 149 Laufkäferarten, davon 24 mit Rote-Liste-Status, sowie 33 Libellen-Arten, 64 Tagfalter-Arten und 483 Nachtfalter-Arten, darunter fünf Arten aus der Familie der Widderchen, im Peenetal nachgewiesen. Unter den im Peenetal vorkommenden Tagfaltern gelten drei Arten als vom Aussterben bedroht und neun als stark gefährdet. Als seltene Pflanzen wachsen hier beispielsweise verschiedene Arten der Knabenkräuter und andere Orchideen, die Mehlprimel, das Gemeine Fettkraut und die Gewöhnliche Kuhschelle. Weitere typische Pflanzen sind Strauch-Birken, Trollblumen und der Lungen-Enzian. Etwa 25 Prozent der hier nachgewiesenen rund 740 Pflanzenarten stehen auf der Roten Liste.

## Wirtschaftliche Nutzung

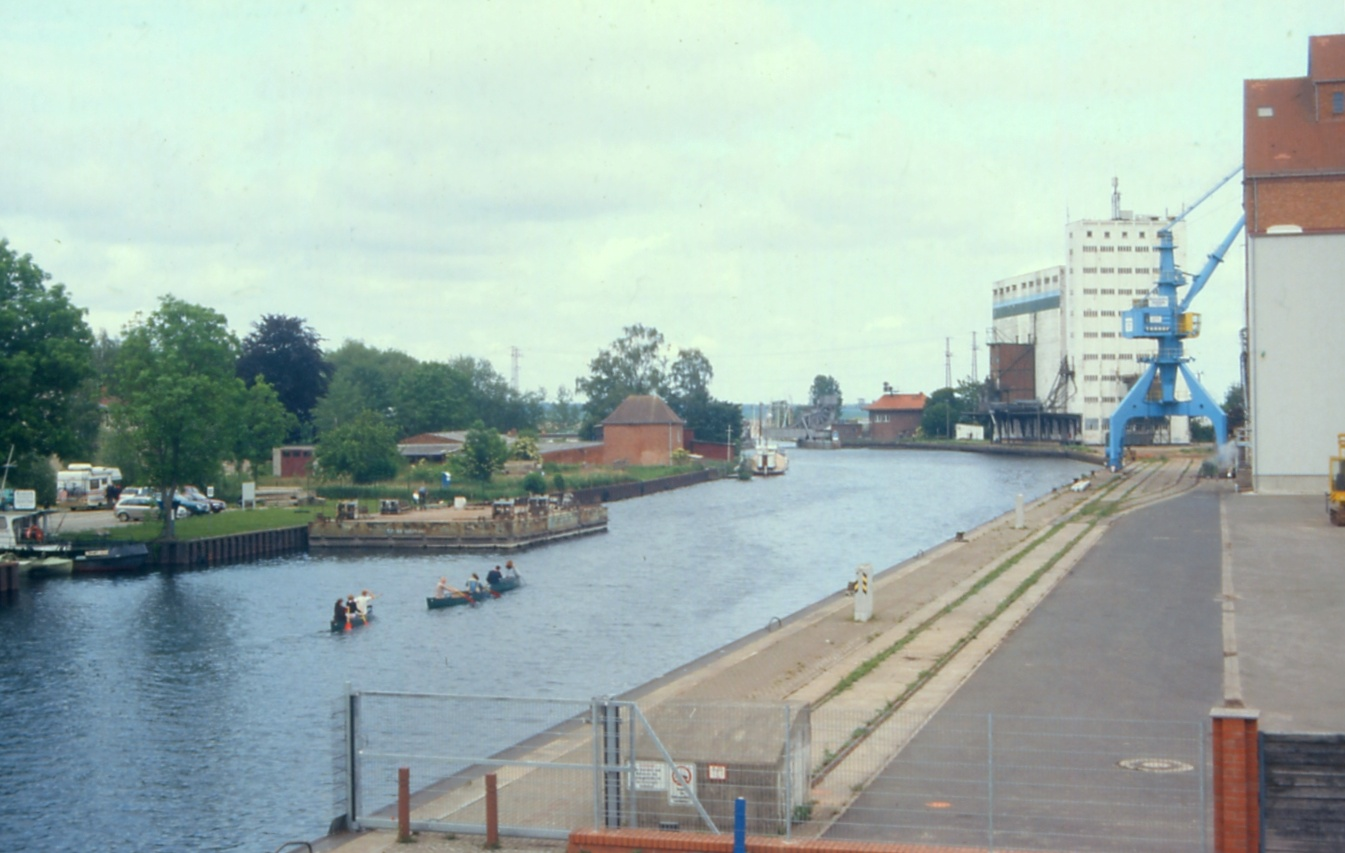
Hafen in Anklam

Die Landkreise Mecklenburgische Seenplatte und Vorpommern-Greifswald, in denen das Peenetal liegt, sind industriell nur wenig erschlossen und durch eine dementsprechend geringe Bevölkerungsdichte, eine vorwiegend dörfliche Besiedlung sowie eine im Vergleich mit dem Bundesdurchschnitt und anderen Teilen Mecklenburg-Vorpommerns hohe Arbeitslosigkeit in der Bevölkerung gekennzeichnet. Die demographische Entwicklung ist seit 1990 durch Abwanderung und Geburtenrückgang sowie eine dadurch mitbedingte Überalterung geprägt. Wirtschaftliche Schwerpunkte der Region sind der Fremdenverkehr und die Landwirtschaft. Für die Nutzung der Peene und der angrenzenden Flächen des Peenetals wird deshalb vorwiegend eine Erschließung im Rahmen des sogenannten sanften Tourismus angestrebt. So existieren im Verlauf der Peene, die insbesondere in ihrem Mündungsdelta hinter Anklam auch als „Amazonas des Nordens“ bezeichnet wird, mehrere Kanustationen und Wasserwanderrastplätze. Yachthäfen für die Freizeitschifffahrt bestehen beispielsweise in Loitz und Stolpe an der Peene. Flusskreuzfahrten spielen bei der touristischen Nutzung der Peene hingegen nur eine untergeordnete Rolle.
Als Wasserstraße für den industriellen Gütertransport ist die Peene nur von begrenzter regionaler Bedeutung. Sie ist von ihrer Mündung bis Demmin als Binnenwasserstraße der Kategorie IV klassifiziert, der weitere schiffbare Teil von Demmin bis Malchin zählt zur Kategorie III. Schiffbare Verbindungen ins Inland zu wirtschaftlich relevanten Binnenwasserstraßen bestehen nicht. In den 1950er und 1960er Jahren existierten Planungen, die Peene im Rahmen eines als Recknitz-Trebel-Peene-Kanal bezeichneten Projektes in einen Wasserweg einzubinden, mit dem der 1960 eröffnete Überseehafen Rostock an die Binnenschifffahrt in der damaligen Deutschen Demokratischen Republik (DDR) angeschlossen werden sollte. Zu einer Umsetzung kam es jedoch nicht. Binnenhäfen entlang der Peene bestehen in Malchin, Demmin, Loitz, Jarmen (Hafen Jarmen) und Anklam. Für den Güterverkehr von Bedeutung sind dabei die Häfen in Demmin, Jarmen und Anklam, deren Umschlag im Jahr 2003 bei zusammengenommen rund 85.890 Tonnen lag und damit gegenüber den Vorjahren rückläufig war. Rund die Hälfte davon wurde durch Dünger erzielt, weitere Güter mit nennenswerten Umschlagmengen waren Baustoffe, Getreide und Schrott. Der etwa 20 Kilometer nördlich von der Peenemündung am Peenestrom gelegene Seehafen der Stadt Wolgast, der sowohl für die Binnen- als auch für die Seeschifffahrt von Bedeutung ist, erwirtschaftete im Vergleich dazu einen etwa zehnmal höheren Umschlag.

## Verkehrs- und Industriebauwerke

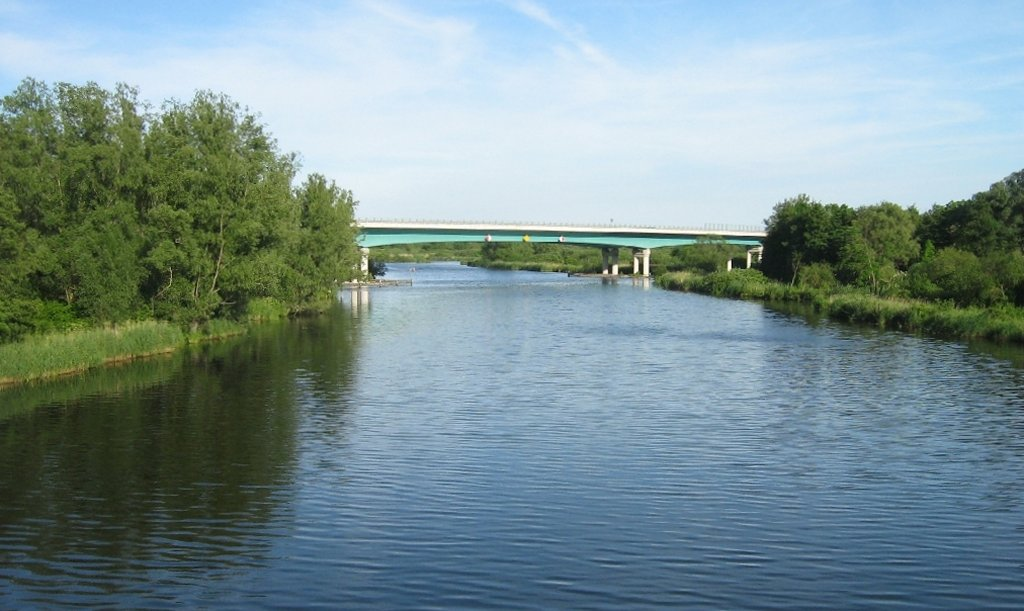
Peenetalbrücke bei Jarmen

Die im Jahr 2005 fertiggestellte Ostseeautobahn A20, die von der Uckermark nach Lübeck verläuft, führt bei Jarmen und Gützkow durch das Peenetal. Sie überquert dabei die Peene und angrenzende Flächen auf der 1110 Meter langen Peenetalbrücke, die von 1998 bis 2001 gebaut wurde. Die Brücke ist gekennzeichnet durch einen Sonderquerschnitt ohne Standstreifen und mit einer verringerten Mittelstreifenbreite, einen lärmmindernden Fahrbahnbelag, abgedichtete Schutzwände gegen den Eintrag von Spritzwasser sowie eine Begrenzung der Fahrgeschwindigkeit auf 100 Kilometer pro Stunde. Zum ökologischen Ausgleich für den Brückenbau wurde darüber hinaus eine Fläche von 186 Hektar im Peenetal renaturiert. Der Bau der Autobahn durch das ökologisch sensible Peenetal war trotz dieser Maßnahmen stark umstritten und von teilweise intensiven Protestaktionen begleitet, unter anderem einem durch Autobahngegner errichteten Hüttendorf in der Nähe der Ortschaft Breechen. Zum Symbol für den letztendlich erfolglosen Widerstand, aber zum Teil auch für die Ablehnung von aus Sicht der Autobahnbefürworter übertriebenen Natur- und Landschaftsschutzforderungen, wurde der Hochmoorlaufkäfer (Carabus menetriesi menetriesi).
Zwei industrielle Bauwerke, die durch das Peenetal verlaufen werden und aufgrund der möglichen Auswirkungen des Baus auf die Natur und Landschaft als umstritten gelten, sind die von der Hamburger Firma Concord Power geplante NORDAL-Pipeline und die von der Firma Wingas anvisierte OPAL-Pipeline zum Transport von Erdgas. Mit beiden Leitungen soll das Erdgas, das mit der wahrscheinlich im Jahr 2011 in Betrieb gehenden und bei Lubmin in der Nähe von Greifswald anlandenden Ostsee-Pipeline aus Russland importiert werden würde, nach Bernau bei Berlin in Brandenburg beziehungsweise Olbernhau in Sachsen weitergeleitet werden. Der genehmigte Verlauf beider Gasleitungen würde teilweise parallel zur A20 erfolgen und das Peenetal durchqueren. Der Bau der OPAL-Pipeline hat im Oktober 2009 begonnen, für die NORDAL-Leitung liegen ebenfalls alle notwendigen Genehmigungen vor.

## Naturschutz

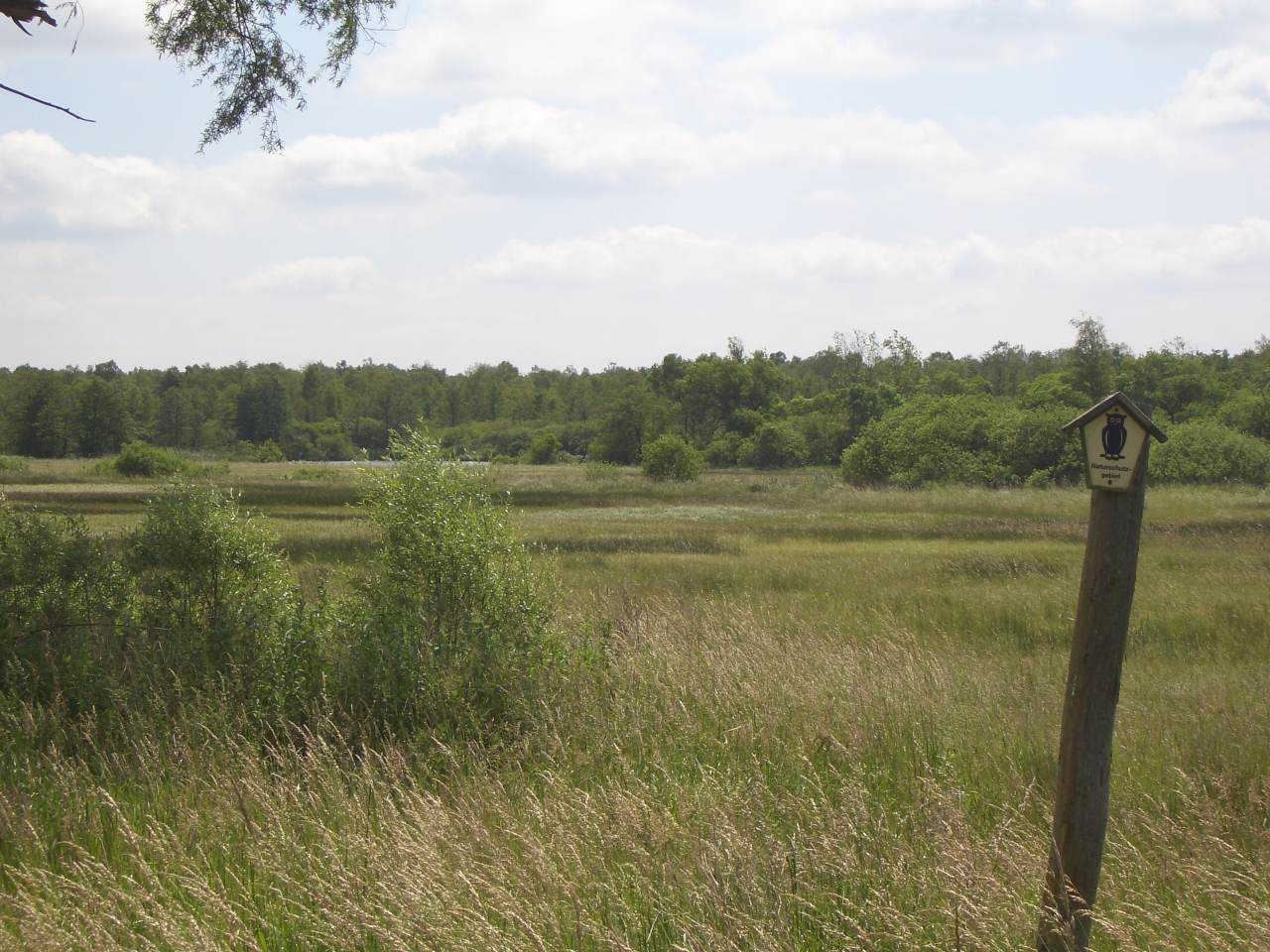
Peenewiesen bei Gützkow

Im Peenetal sind 9.600 Hektar als Naturschutzgebiete ausgewiesen:
- Naturschutzgebiet Anklamer Stadtbruch
- Naturschutzgebiet Peenetal von Salem bis Jarmen (mit den bisherigen NSG Devener Holz und Neukalener Moorwiesen)
- Naturschutzgebiet Peenewiesen bei Gützkow
- Naturschutzgebiet Peenetal westlich des Gützkower Fährdammes
- Naturschutzgebiet Schwingetal und Peenewiesen bei Trantow
- Naturschutzgebiet Unteres Peenetal (Peenetalmoor)

Weiterhin enthält es die Landschaftsschutzgebiete Mecklenburger Schweiz/Kummerower See, Trebeltal und Unteres Peenetal. Darüber hinaus gilt die Region unter der Bezeichnung „Peenetal vom Kummerower See bis Schadefähre“ als Vogelschutzgebiet nach der EG-Richtlinie 79/409/EWG. Das Peenetal war unter der Bezeichnung „Peenetal / Peene-Haff-Moor“ ein Naturschutzgroßprojekt des Bundesamtes für Naturschutz (BfN) mit einem Finanzvolumen von 31,1 Millionen Euro für den Förderzeitraum von 1992 bis 2008, das zu rund 73 Prozent vom Bund aufgebracht wurde. Das Land Mecklenburg-Vorpommern beteiligte sich mit rund 19 Prozent an der Finanzierung, der für die Umsetzung des Projekts zuständige Zweckverband „Peenetal-Landschaft“ mit Sitz in Anklam mit rund acht Prozent. Mitglieder des Verbands sind die Städte Demmin, Loitz, Jarmen, Gützkow und Anklam, die beiden betroffenen Landkreise sowie der Förderverein „Naturschutz im Peenetal“, über den der ehrenamtliche Naturschutz in das Projekt eingebunden ist.
Da sich mit dem Nationalpark Jasmund, dem Nationalpark Müritz und dem Nationalpark Vorpommersche Boddenlandschaft bereits drei der insgesamt 14 deutschen Nationalparks im Land Mecklenburg-Vorpommern befinden, hat die Landesregierung die Einrichtung und den Unterhalt eines Nationalparks „Peenetal“ in staatlicher Trägerschaft im Anschluss an die BfN-Förderung mehrfach abgelehnt. Auch Vorschläge zur Realisierung eines Nationalparks in Form einer auf privaten Mitteln basierenden Stiftung wurden von den zuständigen Behörden und Verbänden aus juristischen und aus finanziellen Gründen als nicht realisierbar bewertet. Stattdessen wurde im Juli 2011 der Naturpark Flusslandschaft Peenetal mit einer Fläche von etwa 33.400 Hektar gegründet. Sitz des Naturparks ist Stolpe an der Peene. Vom Stolper Fährkrug setzt eine Fähre zum Nordufer über, wo das bis 2022 sanierte Renaissanceschloss Quilow als touristische Basisstation dient.